# Cova de l'Infern
La cova de l'Infern és una cova càrstica, que es troba a 4 km al nord de Sempeter, a la vall de Savinja (Eslovènia). Hi passa un corrent subterrani del rierol Ponikvica, que ix de la cova amb el nom de Peklenščica i és l'afluent esquerre d'Elžnica. Al llarg dels mil·lennis ha creat un fenomen únic: la cova càrstica, que es troba en un carst aïllat a l'altiplà de Ponikva i fou anomenada per l'entrada rocosa que sembla un dimoni. La cova era visitada ja en segles anteriors, però adquirí fama del 1860 ençà, quan l'explorà Reibenschuh de Graz. A l'interior de la cova es trobaren ossos de Neandertal.

## La descripció de la cova
El rierol Ponikvica que corre per la cova necessità més de tres milions d'anys per perforar aquesta cova càrstica: té 1.159 m de camins i s'estén en dues plantes. La part inferior de l'aigua circula a la banda del rierol Peklenščica: s'hi pot veure la cascada natural de 4 m. Després el camí puja al pis superior, que és la part seca: se'n pot eixir per una perforació artificial.
La cova té una temperatura constant de 10 graus, i hi podem veure diferents formes de espeleotemes. Per exemple: estalagmites, estalactites, banderoles, etc. També hi ha moltes plantes (molsa, alga, liquen) i animals (carranc, ratpenat, escarabat, caragol, aranya).

## La història de la cova
La cova es data en més de tres milions d'anys. És situada a 4 km de Šempeter a la vall de Savinja. És una de les coves més grans i belles d'Estíria. És l'única cova a Eslovènia on s'han trobat restes d'humans primitius.
Per la forma de l'entrada de la cova, on es veu un gegant tallat en la roca que amb una mica d'imaginació sembla la imatge del dimoni, els habitants li tenien molta por. A l'hivern també sol sortir fum de la cova perquè la temperatura exterior n'és inferior a la de dins. Per això la gent del poble estava convençuda que aquesta era l'entrada a l'infern, vigilada pel diable i li van posar el nom actual.

## Els principis de l'exploració
El metge Travber de Žalec fou el primer que informà sobre la cova i el responsable del començament de la seua exploració. L'any 1860 va arreglar la cova per als visitants i feu les primeres passarel·les de fusta a la part inicial de la cova. El públic en general conegué la cova en la segona meitat del segle xix. Aquests mèrits es poden atribuir al professor Reibenschuh de Graz, que l'any 1866 explorà científicament la cova i després en publicà les troballes. L'interés per la cova de l'Infern augmentà novament entre 1890 i 1905, quan se'n feu càrrec el secretari Ivan Cač de Žalec. Les signatures de l'any 1880 i posteriors mostren que la cova fou visitada sovint al segle passat, fins i tot hi organitzaven festes.